# David García Almansa
David García Almansa (Almería, 5 settembre 1978) è un pilota motociclistico spagnolo ritiratosi dall'attività agonistica.

## Carriera

### Gli inizi e Motomondiale
Nel 1995 iniziarono le sue partecipazioni al motomondiale, debuttando quale wild card al Gran Premio motociclistico d'Europa della classe 125 in sella ad una Honda del team Honda TMR. Nel 1996 divenne campione Spagnolo della classe 125. Sempre nel 1996 prende parte, quale wild card, al Gran Premio motociclistico di Spagna ed a quello di Catalogna della classe 125 in sella ad una Honda; nella stessa stagione si classifica sedicesimo nel campionato Europeo della medesima cilindrata.
Anche negli anni successivi le sue presenze sono state limitate a Gran Premi in territorio iberico, per poi competere la prima stagione completa nel 1999 in classe 250. Le sue ultime gare sono state nel motomondiale 2002, quando corse una gara in 250 con la Honda RS250RW del team Fortuna Honda Gresini ed una in MotoGP con la Proton KR3 del Proton Team KR. Nel 2001, stagione in cui non prese parte a gare del motomondiale, vinse il campionato Europeo della classe 250 con una Honda.

### Superbike e Superpsort
Nel 2003 milita nel campionato mondiale Superbike con una Ducati 998RS del team Caracchi NCR Nortel Network, prendendo parte a soli 7 gran premi dei 12 in calendario (in totale 13 gare stagionali). Ottiene il 22º posto nella classifica piloti con 28 punti, il miglior piazzamento in gara è l'ottavo posto in gara 1 in occasione del gran premio d'Australia a Phillip Island. Nel 2004 continua nel mondiale Superbike con la Ducati 999 RS del team XEROX Ducati - Nortel Networks. Prende parte solo a 4 gare totalizzando sempre ritiri. Nel 2005 passa al campionato mondiale Supersport partecipando a 3 gran premi con una Kawasaki ZX 6RR del team Lightspeed Kawasaki conquistando quattro punti.

## Risultati in gara

### Motomondiale
| 1995 | Classe | Moto  |  |  |  |  |  |  |  |  |  |  |  |  |    |  |  |  | Punti | Pos. |
| ---- | ------ | ----- |  |  |  |  |  |  |  |  |  |  |  |  | -- |  |  |  | ----- | ---- |
| 1995 | 125    | Honda |  |  |  |  |  |  |  |  |  |  |  |  | 21 |  |  |  | 0     |      |

| 1996 | Classe | Moto  |  |  |  |     |  |  |  |  |  |  |  |  |    |  |  |  | Punti | Pos. |
| ---- | ------ | ----- |  |  |  | --- |  |  |  |  |  |  |  |  | -- |  |  |  | ----- | ---- |
| 1996 | 125    | Honda |  |  |  | Rit |  |  |  |  |  |  |  |  | 18 |  |  |  | 0     |      |

| 1997 | Classe | Moto  |  |  |    |  |  |  |  |  |  |  |  |  |  |  |  |  | Punti | Pos. |
| ---- | ------ | ----- |  |  | -- |  |  |  |  |  |  |  |  |  |  |  |  |  | ----- | ---- |
| 1997 | 125    | Honda |  |  | NP |  |  |  |  |  |  |  |  |  |  |  |  |  | 0     |      |

| 1998 | Classe | Moto   |  |  |  |  |  |  |  |  |  |  |  |    |  |  |  |  | Punti | Pos. |
| ---- | ------ | ------ |  |  |  |  |  |  |  |  |  |  |  | -- |  |  |  |  | ----- | ---- |
| 1998 | 250    | Yamaha |  |  |  |  |  |  |  |  |  |  |  | 20 |  |  |  |  | 0     |      |

| 1999 | Classe | Moto   |    |    |    |     |    |     |    |    |     |    |     |    |    |    |     |    | Punti | Pos. |
| ---- | ------ | ------ | -- | -- | -- | --- | -- | --- | -- | -- | --- | -- | --- | -- | -- | -- | --- | -- | ----- | ---- |
| 1999 | 250    | Yamaha | 19 | 13 | 16 | Rit | 15 | Rit | 21 | 16 | Rit | 16 | Rit | 16 | 17 | NP | Rit | 17 | 4     | 29º  |

| 2000 | Classe | Moto    |     |     |    |    |     |     |     |  |  |  |  |  |  |  |  |  | Punti | Pos. |
| ---- | ------ | ------- | --- | --- | -- | -- | --- | --- | --- |  |  |  |  |  |  |  |  |  | ----- | ---- |
| 2000 | 250    | Aprilia | Rit | Rit | NP | 20 | Rit | Rit | Rit |  |  |  |  |  |  |  |  |  | 0     |      |

| 2002 | Classe | Moto  |  |  |  |  |  |  |  |  |  |    |  |  |  |  |  |  | Punti | Pos. |
| ---- | ------ | ----- |  |  |  |  |  |  |  |  |  | -- |  |  |  |  |  |  | ----- | ---- |
| 2002 | 250    | Honda |  |  |  |  |  |  |  |  |  | 10 |  |  |  |  |  |  | 6     | 30º  |

| 2002 | Classe | Moto      |  |  |  |  |  |  |  |  |  |  |  |  |  |  |  |     | Punti | Pos. |
| ---- | ------ | --------- |  |  |  |  |  |  |  |  |  |  |  |  |  |  |  | --- | ----- | ---- |
| 2002 | MotoGP | Proton KR |  |  |  |  |  |  |  |  |  |  |  |  |  |  |  | Rit | 0     |      |

| Legenda | 1º posto        | 2º posto            | 3º posto            | A punti      | Senza punti        | Grassetto – Pole position Corsivo – Giro più veloce |
| Legenda | Gara non valida | Non qual./Non part. | Ritirato/Non class. | Squalificato | '-' Dato non disp. | Grassetto – Pole position Corsivo – Giro più veloce |

### Campionato mondiale Superbike
| 2003 | Moto   |    |    |   |     |    |    |  |  |  |  |    |    |    |    |     |     |  |  |    |    |    |    |     |     |  |  | Punti | Pos. |
| ---- | ------ | -- | -- | - | --- | -- | -- |  |  |  |  | -- | -- | -- | -- | --- | --- |  |  | -- | -- | -- | -- | --- | --- |  |  | ----- | ---- |
| 2003 | Ducati | 10 | 12 | 8 | Rit | NP | NP |  |  |  |  | NP | NP | NP | NP | Rit | Rit |  |  | NP | NP | 12 | 10 | Rit | Rit |  |  | 28    | 22º  |

| 2004 | Moto   |  |  |  |  |  |  |  |  |     |     |     |     |  |  |  |  |  |  |  |  |  |  |  |  |  |  | Punti | Pos. |
| ---- | ------ |  |  |  |  |  |  |  |  | --- | --- | --- | --- |  |  |  |  |  |  |  |  |  |  |  |  |  |  | ----- | ---- |
| 2004 | Ducati |  |  |  |  |  |  |  |  | Rit | Rit | Rit | Rit |  |  |  |  |  |  |  |  |  |  |  |  |  |  | 0     |      |

| Legenda | 1º posto        | 2º posto            | 3º posto           | A punti      | Senza punti        | Grassetto – Pole position Corsivo – Giro più veloce |
| Legenda | Gara non valida | Non qual./Non part. | Ritirato/Non class | Squalificato | '-' Dato non disp. | Grassetto – Pole position Corsivo – Giro più veloce |

### Campionato mondiale Supersport
| 2005 | Moto     |     |    |    |  |  |  |  |  |  |  |  |  | Punti | Pos. |
| ---- | -------- | --- | -- | -- |  |  |  |  |  |  |  |  |  | ----- | ---- |
| 2005 | Kawasaki | Rit | 12 | NP |  |  |  |  |  |  |  |  |  | 4     | 36º  |

| Legenda | 1º posto        | 2º posto            | 3º posto           | A punti      | Senza punti        | Grassetto – Pole position Corsivo – Giro più veloce |
| Legenda | Gara non valida | Non qual./Non part. | Ritirato/Non class | Squalificato | '-' Dato non disp. | Grassetto – Pole position Corsivo – Giro più veloce |